# Ivan Zovko
Ivan Zovko (Mostar, 20. kolovoza 1864. – 30. ožujka 1900.), pisac i folklorist. Jedan od najplodnijih zapisivača hrvatskog narodnog blaga na području Herceg-Bosne.
Osnovnoškolsku naobrazbu stekao je u Mostaru, gimnaziju završio na Humcu, a Učiteljsku školu u Sarajevu. Kao narodni učitelj službovao u nekoliko mjesta Bosne i Hrecegovine. 
Bio je učitelj u Uskoplju.
Djela: 
- Hercegovske i bosanske narodne pjesme (1888.)
- Dvije islamske pjesme na hrvatskom jeziku (1899.)
- Hrvatstvo po narodnoj predaji i običajima u Herceg-Bosni (1900.)
- pjesme, crtice, pripovijetke – u časopisima.

Obišao je svako mjesto u BiH i skupljano narodne pjesme. Ivan Alilović je u djelu Tri zaboravljena imena iz kulture prošlosti Hercegovine zapisao „nema mjesta u BiH, u koje Zovko nije došao“.
Matica hrvatska Mostar je podigla spomenik u čast akademika Ivana Zovke, a jedna ulica u Mostaru nosi njegovo ime.